# Cutrigures
Os cutrigures eram cavaleiros nômades turcos que floresceram na estepe pôntico-cáspio no século VI. A leste estavam os seus parentes utigures. Guerrearam com o Império Bizantino e os utigures. No final do século VI, foram absorvidos pelos ávaros da Panônia sob pressão dos turcos.

## Etimologia
O etnônimo cutrigur, também registrado como Kwrtrgr, Κουτρίγουροι, Κουτούργουροι, Κοτρίγουροι, Κοτρίγοροι, Κουτρίγοροι, Κοτράγηροι, Κουτράγουροι e Κοτριαγήροι, foi sugerido como uma forma metatecizada de turco *Toqur-Oğur, com *quturoğur significando "nove ogures (tribos)". David Marshall Lang derivou do turco kötrügür (conspícuo, eminente, renomado). Alguns estudiosos, como Osman Karatay, apoiam teorias que derivam os cutrigures dos gútios e os utigures dos udis, do antigo Sudoeste Asiático e do Cáucaso respectivamente. Outros, como Josef Markwart, assumem Duč'i, que é um termo para os búlgaros (alguns leem Kuchi), como uma raiz de cutrigur

## História
René Grousset pensava que os cutrigures eram remanescentes dos hunos, como colocado por Procópio de Cesareia:
| “ | (...) antigamente, muitos hunos, então chamados cimérios, habitavam as terras que já mencionei. Todos tinham um único rei. Certa vez, um de seus reis teve dois filhos: um chamado Utigur e outro chamado Cutrigur. Após a morte de seu pai, compartilharam o poder e deram seus nomes aos povos subjugados, de modo que ainda hoje alguns deles são chamados de utigures e os outros - cutrigures. | ” |

Os cutrigures ocuparam a parte ocidental e os utrigures a parte oriental da zona de estepe Tanaítico-Meótica (Dom-Azove). Esta história também foi confirmada pelas palavras do governante utigur Sandilco:
| “ | Não é justo nem decente exterminar nossos tribais (os cutrigures), que não apenas falam uma língua idêntica à nossa, que são nossos vizinhos e têm a mesma vestimenta e modos de vida, mas que também são nossos parentes, ainda que submetidos para outros senhores. | ” |

A tradução siríaca da História Eclesiástica de Pseudo-Zacarias Retórico (c. 555) registra treze tribos: os wngwr (onogures), wgr (ogures), sbr (sabires), bwrgr (burgares, ou seja, búlgaros), kwrtrgr (cutrigures), br (provavelmente abares, ou seja, ávaros), ksr (casres; acaciris?), srwrgwr (saragures), dyrmr (*[I]di[r]mares? < Ιτιμαροι), b'grsyq (bagrasiques, ou seja, barsis), kwls (calízios?), bdl (abedalis?) e ftlyt (heftalitas). Eles são descritos em frases típicas usadas para nômades na literatura etnográfica do período, como pessoas que "vivem em tendas, ganham a vida com a carne de gado e peixe, de animais selvagens e por suas armas (saque)".

### Guerras com o Império Bizantino
Agátias (c. 579–582) escreve:
| “ | (...) todos são chamados em geral citas e hunos em particular de acordo com sua nação. Assim, alguns são cutrigures ou utigures e outros ainda são ultizures e burugundes... os ultizures e burugundes eram conhecidos desde o tempo do imperador Leão (r. 457–474) e dos romanos da época e pareciam ter sido fortes. Nós, no entanto, neste dia, nem os conhecemos, nem, penso eu, os conheceremos. Talvez tenham perecido ou talvez tenham se mudado para um lugar muito distante. | ” |

Em 551, um exército de 12 mil cutrigures, liderado por muitos comandantes, incluindo Quinialo, veio do "lado ocidental do Lago Meótico" para ajudar os gépidas que estavam na guerra com os lombardos. Mais tarde, com os gépidas, saquearam as terras bizantinas. O imperador Justiniano I (r. 527–565), através de persuasão diplomática e suborno, enganou os cutrigures e utigures para uma guerra mútua. Utigures liderados por Sandilco atacaram os cutrigures, que sofreram grandes perdas. Os cutrigures fizeram um tratado de paz com o Império Bizantino, e dois mil cavaleiros, com esposas e filhos, liderados por Sínio, entraram no serviço imperial e se estabeleceram na Trácia. O tratamento amigável desses cutrigures foi visto negativamente por Sandilco.
No inverno de 558, o grande exército de cutrigur restante, liderado por Zabergano, cruzou o Danúbio congelado e se dividiu em três seções; um invadiu o sul até as Termópilas; enquanto dois outros o Quersoneso trácio; e a periferia de Constantinopla. Em março de 559, Zabergano atacou Constantinopla; uma parte de suas forças consistia de sete mil cavaleiros. O trânsito de tais distâncias em um curto período de tempo mostra que eram guerreiros montados, e comparados ao exército de Quinialo, os invasores de Zabergano já estavam acampados perto das margens do Danúbio.
Uma ameaça à estabilidade do Império Bizantino de acordo com Procópio, Agátias e Menandro, os cutrigures e utigures dizimaram uns aos outros. Alguns remanescentes dos cutrigures foram varridos pelos ávaros à Panônia. Por 569, os cotzágiros (Κοτζαγηροί; possivelmente cutrigures), tarniacos (Ταρνιάχ) e zabenderes (Ζαβενδὲρ) fugiram dos turcos em direção aos ávaros. O grão-cã ávaro Beano I em 568 ordenou que 10 mil dos chamados hunos cutrigures cruzassem o rio Sava. Os utigures permaneceram na estepe pôntica e caíram sob o domínio dos turcos. Entre 603 e 635, cã Cubrato conseguiu unir os búlgaros onogures com as tribos dos cutrigures e utigures sob seu comando, criando uma poderosa confederação que foi referida pelos autores medievais na Europa Ocidental como Antiga Grande Bulgária, ou Pátria Onogúria.